# A Deal in Real Estate
A Deal in Real Estate è un cortometraggio muto del 1914. Il nome del regista non viene riportato nei credit del film interpretato da Edgar Jones, Louise Huff e Brinsley Shaw.

## Produzione
Il film fu prodotto dalla Lubin Manufacturing Company.

## Distribuzione
Distribuito dalla General Film Company, il film - un cortometraggio in una bobina - venne distribuito nelle sale USA il 24 marzo 1914.